# Klaus Fischer (Biologe)

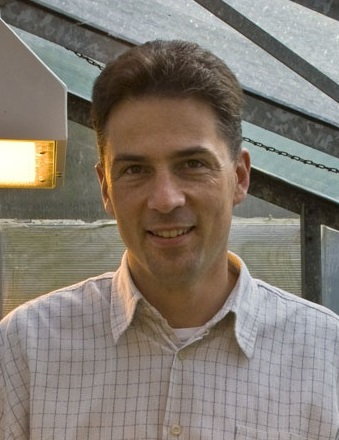
Klaus Fischer (2010)

Klaus Fischer (* 27. Februar 1968 in Bad Marienberg) ist ein deutscher Biologe und Professor für Zoologie an der Universität Koblenz. Zuvor lehrte und forschte er bis September 2017 als Professor für Tierökologie an der Universität Greifswald.

## Leben
Nach dem Abitur 1987 am Konrad-Adenauer-Gymnasium in Westerburg und seinem Wehrdienst studierte Fischer Biologie an der Universität Marburg. Mit seiner Diplomarbeit über den Blauschillernden Feuerfalter bei Harald Plachter beendete er 1996 sein Studium. Im Jahr 2000 schloss er seine Promotion im Bereich Zoologie bei Konrad Fiedler an der Universität Bayreuth ab und bekam für diese summa cum laude. Seine Postdoc-Phase verbrachte er bis 2003 in den Niederlanden. Dort war er an der Universität Leiden bei Paul M. Brakefield im Bereich Evolutionary Biology angestellt. Im Anschluss zog es ihn zurück nach Bayreuth. Von 2003 bis 2007 war er dort Leiter einer Emmy Noether-Nachwuchsgruppe der Deutschen Forschungsgemeinschaft (DFG). In dieser Zeit (2006) habilitierte er zum Thema Life-history evolution: Causes and consequences of phenotypic variation in butterfly reproduction (Life-history Evolution: Gründe und Konsequenzen phänotypischer Variation bei der Fortpflanzung von Schmetterlingen) bei Klaus H. Hoffmann. 2006 wurde er zum Professor für Tierökologie an der Universität Greifswald berufen. Seit 2007 hatte er zusätzlich die Stelle des Institutsdirektors des Zoologischen Instituts und Museums inne. Im November 2014 wurde das institutsübergreifende Graduiertenkolleg Biologische Reaktionen auf neue und sich ändernde Umweltbedingungen (RESPONSE) durch die DFG genehmigt und finanziert (DFG GRK 2010). Es ist ab offiziellem Start im April 2015 vorerst für viereinhalb Jahre angesetzt. Fischer war einer der Hauptantragsteller und bis zu seinem Stellenwechsel als Koordinator und Sprecher aktiv. Im Oktober 2017 hat er die Professur für Zoologie am Campus Koblenz der ehemaligen Universität Koblenz-Landau übernommen, welcher im Januar 2023 zur eigenständigen Universität Koblenz geworden ist. 
Fischer hat zwei Kinder.

## Wissenschaftliche Arbeit
Fischer forschte mit seiner Arbeitsgruppe an der Universität Greifswald überwiegend im Bereich Evolutionsökologie. Dabei setzte er einen Schwerpunkt auf Life-history-Evolution, Reproduktionsbiologie und Temperaturanpassungen. Auch populations- und naturschutzbiologische sowie verhaltensökologische Themen fanden Beachtung. Als Untersuchungsorganismen dienten überwiegend Tagfalter tropischer und gemäßigter Breiten, aber auch Vögel, Amphibien und andere Tiergruppen. Die aktuellsten Projekte befassten sich mit Hormonphysiologie, Temperaturstress-Resistenzen, Temperatur induzierter Plastizität, Reproduktion und Ressourcenallokation.
Bisher hat Fischer über 160 wissenschaftliche Publikationen veröffentlicht.

### Förderungen und Preise
In den Jahren 1995/1996 erhielt Fischer das Stipendium Arten- und Biotopschutz Rheinland-Pfalz des Ministeriums für Umwelt und Forsten Rheinland-Pfalz. Von 1998 bis 2000 wurde seine Promotion durch ein Stipendium der Friedrich-Ebert-Stiftung gefördert. Für diese Arbeit bekam er 2001 in Osnabrück den alle zwei Jahre vergebenen Horst-Wiehe-Dissertationspreis der Deutschen Zoologischen Gesellschaft. Von 2001 bis 2003 war er Emmy-Noether-Stipendiat der DFG. Im Anschluss daran übernahm Fischer bis 2007 die Leitung einer Nachwuchsgruppe des Programmes. Die Förderung wurde bis 2009 weitergeführt. Von 2014 bis September 2017 war Fischer Koordinator und Sprecher des DFG geförderten Graduiertenkollegs Biologische Reaktionen auf neue und sich ändernde Umweltbedingungen (RESPONSE) an der Universität Greifswald.

## Schriften (Auswahl)
- zusammen mit Konrad Fiedler: Sex-related differences in reaction norms in the butterfly Lycaena tityrus (Lepidoptera: Lycaenidae). In: Oikos. Band 90, Nr. 2, 2000, S. 372–380, doi:10.1034/j.1600-0706.2000.900218.x.
- zusammen mit Isabell Karl, Susann A. Janowitz: Altitudinal life-history variation and thermal adaptation in the copper butterfly Lycaena tityrus. In: Oikos. Band 117, Nr. 5, 2008, S. 778–788, doi:10.1111/j.0030-1299.2008.16522.x.
- zusammen mit Thorin L. Geister, Matthias W. Lorenz, Klaus H. Hoffmann: Adult nutrition and butterfly fitness: effects of diet quality on reproductive output, egg composition, and egg hatching success. In: Frontiers in Zoology. Band 5, Nr. 10, 2008, doi:10.1186/1742-9994-5-10.
- zusammen mit Isabell Karl: Why get big in the cold? Towards a solution to a life-history puzzle. In: Oecologia. Band 155, Nr. 2, 2008, S. 215–225, doi:10.1007/s00442-007-0902-0.
- zusammen mit Thorin L. Geister, Matthias W. Lorenz, Klaus H. Hoffmann: Effects of the NMDA receptor antagonist MK-801 on female reproduction and juvenile hormone biosynthesis in the cricket Gryllus bimaculatus and the butterfly Bicyclus anynana. In: The Journal of Experimental Biology. Band 11, Nr. 10, 2008, S. 1587–1093, doi:10.1242/jeb.016725.
- zusammen mit Anneke Dierks: Feeding responses and food preferences in the tropical, fruit-feeding butterfly, Bicyclus anynana. In: Journal of Insect Physiology. Band 54, Nr. 9, 2008, S. 805–811, doi:10.1016/j.jinsphys.2008.07.008.
- zusammen mit Thorin L. Geister, Matthias W. Lorenz, Klaus H. Hoffmann: Energetics of embryonic development: effects of temperature on egg and hatchling composition in a butterfly. In: Journal of Comparative Physiology B. Band 179, Nr. 1, 2009, S. 87–98, doi:10.1007/s00360-008-0293-5.
- zusammen mit Tobias T. Kehl: Larval starvation reduces responsiveness to feeding stimuli and does not affect feeding preferences in a butterfly. In: Journal of Insect Physiology. Band 58, Nr. 7, 2012, S. 1028–1035, doi:10.1016/j.jinsphys.2012.05.008.
- zusammen mit Caroline M. Nieberding, Marjo Saastamoinen, Cerisse E. Allen, Erika A. Wallin, Erik Hedenström, Paul M. Brakefield: Cracking the olfactory code of a butterfly: the scent of ageing. In: Ecology Letters. Band 15, Nr. 5, 2012, S. 415–424, doi:10.1111/j.1461-0248.2012.01748.x.
- zusammen mit Michael Klockmann, Elisabeth Reim: Strong negative effects of simulated heat waves in a tropical butterfly. In: Journal of Experimental Biology. Band 217, 2014, S. 2892–2898, doi:10.1242/jeb.106245.